# Ethylisopropylether
Ethylisopropylether ist eine chemische Verbindung aus der Gruppe der Ether, genauer der Dialkylether. Die Verbindung liegt bei Raumtemperatur als Flüssigkeit vor. Sie ist isomer zum Ethyl-n-propylether.  Wie die meisten Dialkylether ist Ethylisopropylether relativ reaktionsträge.